# Фрідріх-Вільгельм IV
Фрі́дріх-Вільге́льм IV (нім. Friedrich Wilhelm IV.; 15 жовтня 1795 — 2 січня 1861) — шостий прусський король (1840—1861). Маркграф бранденбурзький (1840—1861). Представник німецької династії Гогенцоллернів. Народився в Потсдамі, Пруссія. Первісток прусського короля Фрідріха-Вільгельма III. Старший брат першого німецького імператора Вільгельма I. Розбудував Берлін і Потсдам. Відновив будівництво Кельнського собору, що завершилося 1880 року. Був консерватором, противником революцій та соціалізму. Відмовився від пропозиції Франкфуртського парламенту прийняти титул «імператора німців», оскільки вважав парламент зібранням простолюду.  1857 року пережив інсульт й був частково паралізований до кінця життя, внаслідок чого країною правив його брат-регент. Помер у Потсдамі. Похований у потсдамській Церкві миру. Прізвисько — «романтик на троні» (нім. Romantiker auf dem Thron, через захоплення середньовіччям).

## Біографія
Старший син Фрідріха-Вільгельма III і Луїзи Мекленбург-Стерліцької.
Вихователем його був Фрідріх Ансільон.
Наставники прищепили йому любов до мистецтва, науки і культури, побожність і антипатію до ідеалів Американської і Французької революцій.
У 1823 він одружився з принцесою Єлизаветою Людовікою Баварською. Фрідріх-Вільгельм терпимо ставився до релігійного вільнодумства, послабив цензурний тиск на пресу, обіцяв дарувати конституцію. Але на Сполученому ландтазі (1847) були представлені лише дворяни, землевласники-юнкери та бюргери; революція 1848 р., хоча і похитнула на час позиції короля, не змогла подолати його антагонізм до будь-яких форм представницького правління.
У 1849 р. він відмовився від корони, запропонованої йому Франкфуртськими національними зборами, оскільки вона «пропонувалася натовпом». Вимоги народу змусили його надати військову допомогу герцогству Шлезвіг-Гольштейн і в боротьбі за незалежність від Данії, але незабаром він відмовився від цієї спроби.
У 1850 р. його змусили піти на поступки та скликати прусський національний парламент, але влада останнього була обмежена королівської конституцією, а виборча система залишала більшість підданих короля без виборчих прав. У країні вирувала реакція.
У 1857 р. Фрідріх-Вільгельм пережив напад душевної хвороби, і в 1858 р. регентом був оголошений його брат Вільгельм, пізніше імператор об'єднаної Німеччини.

## Сім'я
- Батько: Фрідріх-Вільгельм III
- Матір: Луїза Мекленбург-Стерліцька
- Брат: Вільгельм I
- Дружина (з 1823): Єлизавета-Людовіка Баварська

## Нагороди
- Орден Чорного орла